# Weit ist der Weg
Weit ist der Weg ist ein deutscher Musik- und Kriminalfilm von Wolfgang Schleif aus dem Jahr 1960.

## Handlung
Freddy lebt in einer kleinen Strohhütte im Lagunenquartier von Salvador und verdient sich ein wenig Geld mit Gelegenheitsjobs. Oft spielt er in einer Bar und erhält zum Ausgleich ein Essen. Eines Tages stellt er einen Dieb, der einem Straßenbahnschaffner Geld gestohlen hat, lässt den Mann jedoch laufen und gibt das Geld dem Schaffner zurück. Ihm steht dabei eine junge Frau zur Seite, die zufällig mit dem Wagen in der Nähe war und alles mit angesehen hat. Ihre Wege trennen sich, bevor sich beide einander vorstellen können. Auf dem Heimweg trifft Freddy auf das fünfjährige Mädchen Janni. Sie hat keine Eltern und lebt auf einem Baum auf dem Anwesen eines reichen Mannes. Nun wurde sie von dort vertrieben und begleitet Freddy nach Hause. Freddy hat Mitleid mit ihr. Am nächsten Morgen kocht Janni für ihn Kaffee und nennt ihn bereits „Papi“. Freddy, der das Mädchen nicht behalten kann, bringt Janni in ein Waisenhaus, das an ein Krankenhaus angeschlossen ist. Hier trifft er auf die junge Frau aus dem Auto, die sich ihm als Röntgenärztin Anita vorstellt. Sie hat einige Zeit beim Aufbau von Brasília mitgeholfen und ist gerade nach Salvador zurückgekehrt.
Weil Janni bei Freddy mit einem Mal viel Essen erhalten hat, wird sie magenkrank und muss operiert werden. Im Schlaf spricht sie von Freddy als ihrem Papi und Anita glaubt, Janni sei Freddys Tochter, die er unter einem Vorwand loswerden wolle. Nachdem sich das Missverständnis aufgeklärt hat und Freddy sich besorgt um Jannis Zustand zeigt, schlägt Anita ihm vor, dass er Janni doch adoptieren könne. Dafür müsse er jedoch ein regelmäßiges Einkommen haben, also einer geregelten Arbeit nachgehen. Als Freddy sich mit einer Adoption einverstanden erklärt, gibt sie ihm ein Empfehlungsschreiben an den Ingenieur mit, der Brasília aufbaut. Vor dem Besetzungsbüro trifft Freddy den Dieb wieder, der ehrlich werden will. Er heißt Miro und ist verzweifelt, weil ihm keiner eine Arbeit geben will. Freddy überlässt ihm sein Empfehlungsschreiben und am Ende erhalten beide Arbeit als Straßenbauer. Bald hat Freddy keine Lust mehr, die schwere Arbeit zu leisten, entscheidet sich jedoch um, als er erkennt, dass auch Anita wieder in Brasília arbeitet. Mit der Zeit hat er Geld gespart und ist zum Lastwagenfahrer aufgestiegen. Regelmäßig transportiert er nun mit Miro zusammen Güter von Brasília nach Belém und zurück. Das macht ihn für den Benzinschmuggler Luiz und seine Kompagnons Nelito und Manoela interessant, mit denen Miro einst zusammenarbeitete und die längst als Bande von der Polizei gesucht werden. Luiz nimmt Freddy unter einem Vorwand sein gesamtes Geld ab und bringt ihn dazu, eine vermeintliche Whiskykiste von Belém nach Brasília zu transportieren. Sie enthält neben Whisky auch Waffen. Miro und auch die geläuterte Manoela wollen Freddy warnen, schaffen es jedoch nicht. Der Wagen wird von der Polizei durchsucht und Freddy als Schmuggler festgenommen. Anita glaubt, sich in Freddy getäuscht zu haben.
Der ebenfalls festgenommene Miro nimmt die Schuld auf sich und zeigt Manoela, Luiz und Nelito als Täter an. Während Manoela festgenommen wird, können Luiz und Nelito fliehen. Sie eilen zu den Benzinverstecken und jagen sie in die Luft, um ihre Spuren zu verwischen. Es kommt zu zwei großen Buschbränden. Die Flammen schließen Anita und ihren mit einer Panne liegengebliebenen LKW mit wertvollen medizinischen Geräten ein. Der Fahrer des LKW eilt in die Stadt, um die Feuerwehr zu rufen. Luiz und Nelito retten sich vor den Flammen in Anitas LKW. Als Freddy hört, dass Anita in Lebensgefahr schwebt, eilt er ihr mit seinem Wagen zu Hilfe und schleppt den LKW ab. Luiz und Nelito können festgenommen werden. Freddy wird nun als Held gefeiert und darf Janni adoptieren, auch wenn er das gestohlene Geld von Luiz noch nicht zurückerhalten hat. Auch einer Heirat mit Anita steht nichts mehr im Weg.

## Produktion

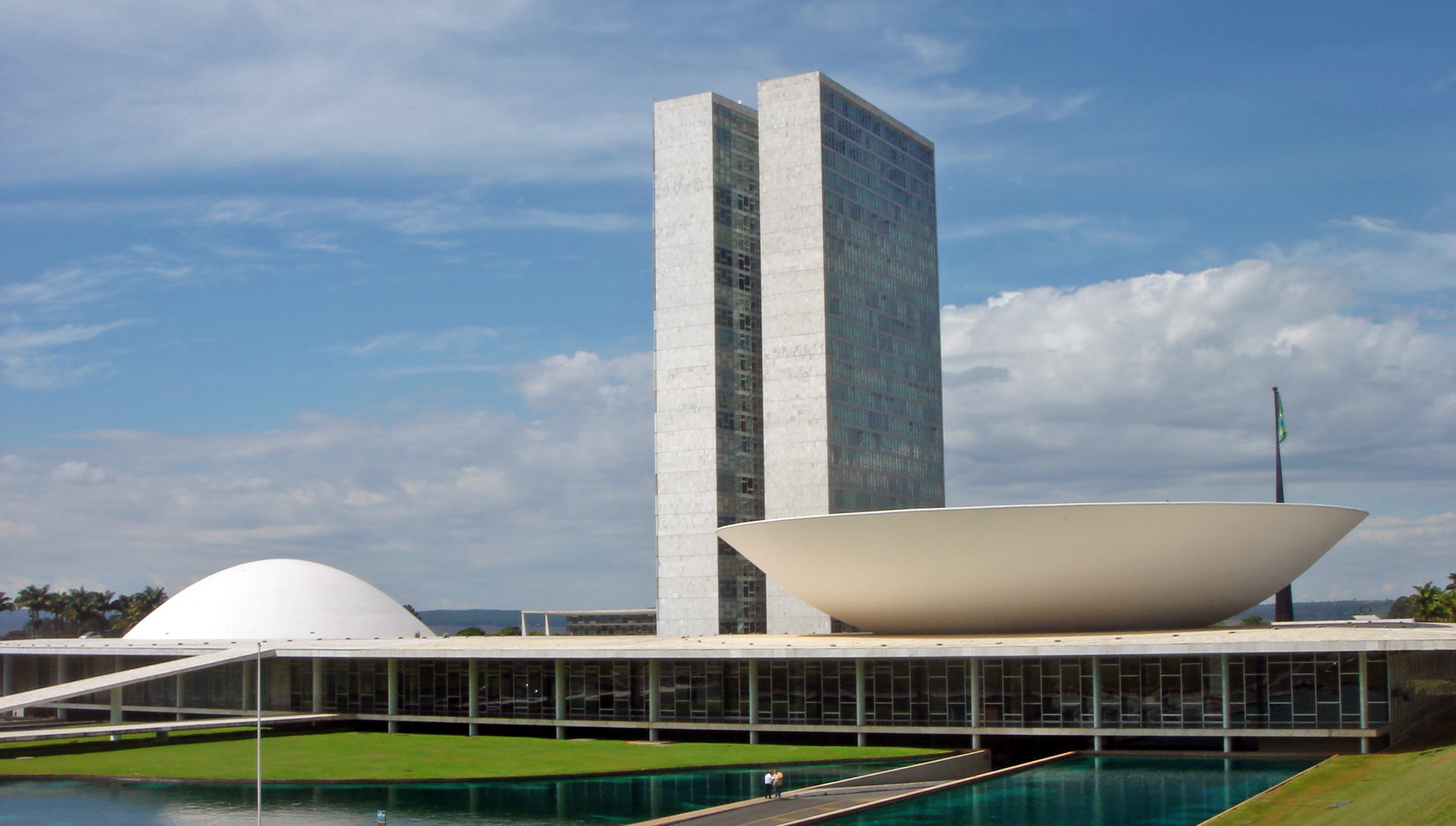
Congresso Nacional in Brasília, ein Drehort des Films

Der Film wurde von der Produktionsfirma KG DIVINA-FILM GmbH & Co. hergestellt. Die Firma gehörte Ilse Kubaschewski, die zugleich Inhaberin des Erstverleihs Gloria-Film GmbH & Co. Filmverleih KG war.
Weit ist der Weg wurde in Rio de Janeiro, Brasília und São Paulo in Brasilien gedreht. Zu sehen ist unter anderem der Congresso Nacional in Brasília, der zum Zeitpunkt der Dreharbeiten gerade fertiggestellt worden war. Die Filmbauten wurden von Helmut Nentwig entworfen und von Werner Achmann ausgeführt. Heinz Pehlke war Kameramann, Wolfgang Treu sein Assistent.
Freddy Quinn singt im Film die Lieder Weit ist der Weg, La Guitarra Brasiliana und La Botella.
Weit ist der Weg erlebte am 3. November 1960 im Stuttgarter Gloria-Palast seine Premiere. Im Jahr 2007 erschien der Film auf DVD.

## Kritik
Für den film-dienst war Weit ist der Weg eine „belanglose Mischung aus Rührstück, Kriminalstory und Musikschnulze“. „Kitsch der Marke ‚Freddy singt die Welt in Ordnung‘. Fazit: Ein Drittel Geklampfe, zwei Drittel Gekrampfe“, fasste Cinema den Film zusammen.